# 마빈 허드슨

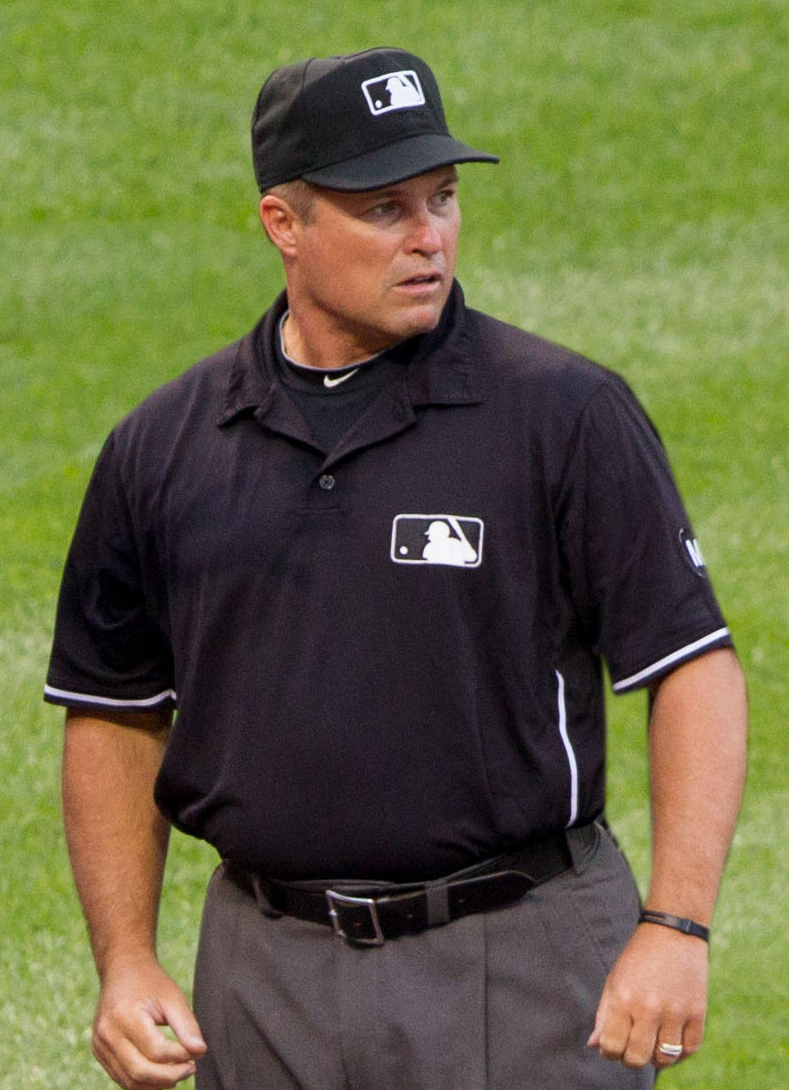
2012년의 모습.

마빈 리 허드슨(Marvin Lee Hudson, 1964년 3월 3일 ~ )은 미국의 메이저 리그 베이스볼(MLB) 심판이다.